# Titanichthys
A Titanichthys a páncélos őshalak (Placodermi) osztályának az Arthrodira rendjébe, ezen belül a Titanichthyidae családjába tartozó egyetlen nem.

## Tudnivalók
Amikor Henri Termier, Marokkóban felfedezte az első Titanichthys példányt, az állatot a Gorgonichthys nembe helyezte – ezt is csak akkor, amikor be tudta bizonyítani, hogy a maradvány nem egy dinoszaurusz hanem egy páncélos őshal. A Titanichthys szinonimája a Brontichthys.
Marokkón kívül e halak maradványait még megtalálták Észak-Amerika keleti részén és Európában is.

## Rendszerezés
A nembe az eddigi felfedezések szerint az alábbi 7 faj tartozik:
- Titanichthys agassizi[3] - típusfaj
- Titanichthys attenuatus
- Titanichthys clarkii
- Titanichthys hussakofi
- Titanichthys rectus
- Titanichthys kozlowskii
- Titanichthys termieri

### Fordítás
- Ez a szócikk részben vagy egészben  a   Titanichthys című angol Wikipédia-szócikk ezen változatának fordításán alapul.  Az eredeti cikk szerkesztőit annak laptörténete sorolja fel. Ez a jelzés csupán a megfogalmazás eredetét és a szerzői jogokat jelzi, nem szolgál a cikkben szereplő információk forrásmegjelöléseként.